# Michaël Debève
Pour les articles homonymes, voir Debève.
Michaël Debève, né le 1er décembre 1970 à Abbeville (Somme) en France, est un ancien footballeur français, qui jouait au poste de milieu de terrain, devenu entraîneur.

## Biographie
Formé à Toulouse, il passe l'essentiel de sa carrière au Toulouse FC et au RC Lens, avec lequel il remporte notamment le titre de champion de France en 1998 et la Coupe de la ligue en 1999.
Il reste dans la légende pour avoir marqué le seul but de la rencontre opposant Lens à Arsenal, à Wembley en Ligue des champions, lors de la saison 1998-1999, faisant ainsi de Lens l'unique club français à s'être imposé sur cette mythique pelouse.
En février 2006, il obtient le BEES 2e degré.
En 2015, il devient l'entraîneur-adjoint du Toulouse FC aux côtés de Dominique Arribagé puis de Pascal Dupraz. Pour la 29e journée de Ligue 1, contre l'Olympique de Marseille, il remplace Pascal Dupraz pendant l'hospitalisation de ce dernier. Il le remplace également à Saint-Étienne, le 14 janvier 2018, pour la 20e journée, pour la même raison.
Le 22 janvier 2018, il est nommé entraîneur principal du Toulouse FC à la suite de la démission de Pascal Dupraz. Le club se sauve de la relégation en battant AC Ajaccio 4 à 0 en barrage de relégation aller-retour après avoir terminé 18e du championnat. Il quitte le club à la fin de la saison.
Le 14 juin 2018, il est nommé entraîneur adjoint du RC Lens au côté de Philippe Montanier.
Le 25 février 2020, à la suite des deux défaites de suite contre Châteauroux (3-2) et Caen (1-4), il est suspendu tout comme Philippe Montanier pour être remplacé par l'entraîneur de l'équipe réserve, Franck Haise.
Il suit Philippe Montanier au Standard de Liège, où il sera entraîneur adjoint jusqu'en décembre 2020.
Le 23 juin 2021, il revient au Toulouse FC en tant qu'entraîneur adjoint de Philippe Montanier. Il est « mis à pied à titre conservatoire » en décembre 2022 puis licencié, en raison de désaccords avec la direction sur la manière de gérer l'équipe.
En 2022, le magazine So Foot le classe dans le top 1000 des meilleurs joueurs du championnat de France, à la 652e place.
À l'intersaison 2023, il devient entraîneur adjoint en Ligue 2 à Amiens.

## Palmarès
- Champion de France en 1998 avec le RC Lens
- Vainqueur de la Coupe de la Ligue en 1999 avec le RC Lens
- Finaliste de la Coupe de France en 1998 avec le RC Lens
- Vainqueur de la Coupe de la Ligue en 1994 avec le RC Lens

## Statistiques
- 6 matchs et 1 but en Ligue des Champions
- 9 matchs en Coupe de l'UEFA
- 364 matchs et 30 buts en Division 1/Ligue 1
- 60 matchs et 1 but en Division 2/Ligue 2
- 4 matchs en Premier League
- 1er match en Division 1 : Toulouse - Lens (1-0), le 5 juin 1987
- 1er but en Division 1 : Cannes - Toulouse (2-2), le 4 novembre 1989